# Đội tuyển bóng đá quốc gia Tây Tạng
 Đội tuyển bóng đá quốc gia Tây Tạng là một đội tuyển bóng đá đại diện cho khu vực văn hóa của Tây Tạng và được tổ chức bởi Hiệp hội bóng đá quốc gia Tây Tạng (TNFA), tổ chức bóng đá của người Tây Tạng lưu vong. Huấn luyện viên trưởng hiện tại là ông Kelsang Dhondup.
Các cầu thủ đều là dân lưu vong và đại diện bởi Chính phủ Tây Tạng lưu vong. Đội bóng này không thuộc FIFA lẫn AFC và do đó không được tham gia các giải đấu quốc tế chính. Liên đoàn bóng đá Tây Tạng được thành lập vào năm 2001 và mục tiêu là dành được sự công nhận quốc tế.

## Lịch sử

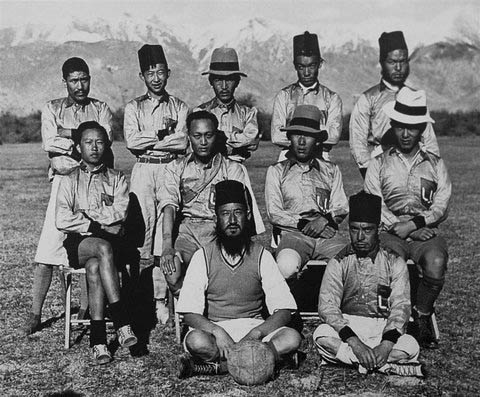
Đội bóng đá Tây Tạng đầu tiên, năm 1936

### Đội bị Cấm
Đội bóng ngoài châu Á đầu tiên họ gặp là Greenland, với trận đấu diễn ra ở Greenland, Đan Mạch. Một đoàn làm phim đã đi theo và ghi lại quá trình thành lập đội, luyện tập, trận đấu và các khía cạnh khác. Bộ phim tài liệu được đặt tên là 'Đội Bị Cấm'. Để thành lập đội, một giải đấu chọn lọc các thành viên đã được tổ chức tại Dehradun, Ấn Độ.Thành phần tham dự bao gồm tất cả các đội bóng đá của người Tây Tạng khác nhau trên khắp Ấn Độ (Ấn Độ là nơi hoạt động chủ yếu của những người Tây Tạng lưu vong)
Sau khi đội được chọn, Đội Tây Tạng đã đến Dharamsala để bắt đầu luyện tập với huấn luyện viên Jens Espense được Hiệp hội bóng đá Tây Tạng làm huấn luyện cho đội. Anh ta chỉ có 1 tháng để làm huấn luyện và chuẩn bị cho trận đấu cho những cầu thủ mà thậm chí còn hiếm khi chơi tại giải nghiệp dư. Hơn nữa, điều kiện sân tập khá tệ hại và chỉ sử dụng được nửa sân, do nửa còn lại cũng là đường công cộng. Trong quá trình luyện tập, Karma Nyodup đã hoàn thành giấy tờ cho việc di chuyển đến Greenland. Số cầu thủ sớm bị giảm do vấn đề thủ tục.
Sau một tháng, đội đã bay tới Đan Mạch trận đấu quốc tế đầu tiên của đội, được tổ chức bởi Michael Nybrandt. Ông cũng vận động ủng hộ cho Tây Tạng khi chính phủ Trung Quốc có các hành động cản trở. Trung Quốc không muốn trận đấu này xảy ra vì họ tin rằng Tây Tạng thuộc về Trung Quốc và do đó không có các gọi lại "đội Tây Tang". Chính phủ Trung Quốc đe dọa sẽ cắt đứt mọi giao thương với Đan Mạch nếu trận đấu diễn ra theo đúng kế hoạch. Tuy nhiên, Đan Mạch đã không chấp thuận yêu cầu của chính phủ Trung Quốc và vẫn cho phép trận đấu diễn ra. Vào ngày 30 tháng 6 năm 2001, Đội tuyển bóng đá quốc gia Tây Tạng đã chơi trận đấu quốc tế đầu tiên khi thua 1-4 trước đội Greenland.

### FIFI Wild Cup (tại Hamburg, Đức) và ELF Cup (tại Bắc Síp)
Cúp FIFI Wild năm 2006 được tổ chức tại Hamburg, Đức. Trận đấu đầu tiên họ chơi là với đội bóng đá St. Pauli vào ngày 30 tháng 5 năm 2006. Trận đấu kết thúc với phần thua 0-7 cho đội Tây Tạng. Trận đấu thứ hai và cuối cùng của Tây Tạng trong giải đấu này là trận đấu với Gibraltar vào ngày 31 tháng 5 năm 2006. Họ thua trận với tỉ số 5-0.
Tại giải ELF Cup, Tây Tạng cũng không thắng bất kỳ trận đấu nào. Trận đấu đầu tiên ở giải đấu là trận đấu với Tajikistan vào ngày 19 tháng 11 năm 2006 khi Tây Tạng để thua 3-0. Vào ngày 20 tháng 11, là trận đấu với đội Crimean Tatars, với kết quả là thua 0-1. Cuối cùng vào ngày 21 tháng 11, Tây Tạng để thua đậm nhất với trận thua 0-10 trước đội Bắc Síp.
Cúp bóng đá thế giới VIVA World Cup 2010
Có thông tin cho biết đội sẽ tham dự giải VIVA World Cup 2010. Không rõ lý do sau đó đội không tham dự.

### Giải đấu quốc tế của các dân tộc, văn hóa và bộ lạc
Từ ngày 22 đến 29 tháng 6 năm 2013, Tây Tạng đã được mời đến Marseille ở Pháp để tham gia mùa đầu tiên của Giải đấu Quốc tế của các Dân tộc, Văn hóa và Bộ lạc. Tây Tạng kết thúc giải với vị trí thứ năm.

### Cúp bóng đá thế giới ConIFA 2018
Lần đầu tiên trong lịch sử, tuyển chọn Tây Tạng tham gia Giải bóng đá thế giới ConIFA 2018 thông qua suất vé mời.
Ở vòng bảng, đội toàn thua 3 trận. Trận thua đầu tiên 3-0 trước đội Abkhazia vào ngày 31/5, tiếp đến là trận thua 3-1 trước Bắc Síp 3 ngày sau đó. Đội kết thúc bét bảng bằng trận thua 5-1 trước đội vô địch sau đó, Kárpátalja vào ngày 5/6.
Đội kết thúc giải đấu ở vị trí 11 trên 16 sau khi thắng 1 (do đối thủ bỏ cuộc) và hoà 1 tại vòng phân hạng.

## Đội hình hiện tại
Các cầu thủ sau đây đã được triệu tập vào đội tuyển tham dự Giải bóng đá thế giới ConIFA 2018 tại London.
Huân luyện viên trưởng:   Penpa Tsering 

| Số | VT | Cầu thủ                            | Ngày sinh (tuổi)  | Trận | Bàn | Câu lạc bộ              |
| -- | -- | ---------------------------------- | ----------------- | ---- | --- | ----------------------- |
| 1  | TM | Tenzin Samdup                      | 23 tháng 12, 1992 | 7    | 0   | Chennai City            |
| 21 | TM | Sangye Gyatso                      | 6 tháng 5, 1987   | 2    | 0   | German Football Academy |
|    |    |                                    |                   |      |     |                         |
| 23 | HV | Dawa Tashi                         | 16 tháng 4, 1987  | 6    | 0   | Unattached              |
| 3  | HV | Tenzin Bhakdo                      | 5 tháng 8, 1996   | 3    | 1   | DYSA Mundgod            |
| 5  | HV | Gelek Wangchuk                     | 15 tháng 9, 1992  | 3    | 0   | Unattached              |
| 13 | HV | Tenzingh Dhondhen                  | 13 tháng 12, 1994 | 2    | 1   | Unattached              |
| 15 | HV | Tenzin Gelek                       | 10 tháng 5, 1989  | 2    | 0   | Unattached              |
| 8  | HV | Tenzin Dhondup                     | 17 tháng 9, 1986  | 0    | 0   | Shillong United         |
| 18 |    | Tenzin Yougyal                     | 12 tháng 8, 1993  | 5    | 2   | CSV Bochum              |
| 19 | HV | Tenzin Choepak                     | 7 tháng 1, 1996   | 0    | 0   | Unattached              |
|    |    |                                    |                   |      |     |                         |
| 6  | TV | BK Narayan                         | 25 tháng 11, 1991 | 7    | 0   | Unattached              |
| 14 | TV | Karma Tsewang                      | 10 tháng 1, 1988  | 2    | 1   | Unattached              |
| 4  | TV | Tenzin Loedup                      | 21 tháng 12, 1991 | 2    | 0   | Unattached              |
| 2  | TV | Thupten Tsering                    | 17 tháng 1, 1994  | 0    | 0   | Unattached              |
| 12 | TV | Kelsang Lungkara                   | 9 tháng 5, 1995   | 0    | 0   | George Brown Huskies    |
| 17 | TV | Ruden Tshering Tashi Dorjee Bhutia | 12 tháng 11, 1991 | 0    | 0   | Unattached              |
|    |    |                                    |                   |      |     |                         |
| 11 | TĐ | Kalsang Topgyal                    | 24 tháng 12, 1996 | 3    | 1   | Gulladhalla FC          |
| 7  | TĐ | Tsering Chomphel                   | 18 tháng 11, 1991 | 2    | 0   | Unattached              |
| 9  | TĐ | Pema Lhundup                       | 11 tháng 2, 1996  | 2    | 0   | Gangtok FC              |
| 10 | TĐ | Tenzin Thardoe                     | 15 tháng 3, 1998  | 2    | 0   | TDL FC                  |
| 22 | TĐ | Tenzin Tsering                     | 16 tháng 11, 1995 | 2    | 0   | Rabgayling FC           |
| 20 | TĐ | Tashi Samphel                      | 6 tháng 5, 1987   | 1    | 5   | Gangtok FC              |
| 16 | TĐ | Tenzin Norbu Tekhang               | 13 tháng 6, 1996  | 0    | 0   | Dhondupling FC          |

## Các trận đấu quốc tế
| Ngày                 | Địa điểm                           | Đối thủ                  | Giải đấu                                                 | Kết quả                                                   |
| -------------------- | ---------------------------------- | ------------------------ | -------------------------------------------------------- | --------------------------------------------------------- |
| 28 tháng 6 năm 2013  | Marseille, Pháp                    | Tây Sahara               | International Tournament of Peoples, Cultures and Tribes | 12–2                                                      |
| 24 tháng 6 năm 2013  | Marseille, Pháp                    | Provence                 | International Tournament of Peoples, Cultures and Tribes | 0–22                                                      |
| 23 tháng 6 năm 2013  | Marseille, Pháp                    | Québec                   | International Tournament of Peoples, Cultures and Tribes | 0–21                                                      |
| 7 tháng 5 năm 2008   | Milan                              | Padania                  |                                                          | 2–13 Lưu trữ ngày 13 tháng 6 năm 2008 tại Wayback Machine |
| 19 tháng 4 năm 2008  | Breda, North Brabant               | JEKA Breda               |                                                          | 1–1                                                       |
| 17 tháng 4 2008      | Maassluis, South Holland           | VDL-Maassluis            |                                                          | 0–5                                                       |
| 2 tháng11 2007       | Paljor Stadium, Gangtok, Sikkim    | Bhutan                   |                                                          | 0–3                                                       |
| 31 tháng 10 năm 2007 | Paljor Stadium, Gangtok, Sikkim    | Bhutan                   |                                                          | 2–2                                                       |
| 4 tháng 8 năm 2007   | Kirori Mal College, New Delhi      | Delhi XI                 |                                                          | 6–0                                                       |
| 21 tháng11 2006      | Dr. Fazil Kucuk Stadium, Famagusta | Bắc Síp                  | ELF Cup 2006                                             | 0–10                                                      |
| 20 tháng11 2006      | Zafer Stadium, Güzelyurt           | Crimea                   | ELF Cup 2006                                             | 0–1                                                       |
| 19 tháng11 2006      | Zafer Stadium, Güzelyurt           | Tajikistan (futsal team) | ELF Cup 2006                                             | 0–3                                                       |
| 30 tháng 5 năm 2006  | Millerntor-Stadion, Hamburg        | FC St. Pauli             | 2006 FIFI Wild Cup                                       | 0–7                                                       |
| 31 tháng 5 năm 2006  | Millerntor-Stadion, Hamburg        | Gibraltar                | 2006 FIFI Wild Cup                                       | 0–5                                                       |
| 10 tháng10 2003      | Paljor Stadium, Gangtok, Sikkim    | Sikkim                   |                                                          | 1–2                                                       |
| 14 tháng7 2001       | Đức                                | Monaco                   |                                                          | 1–2                                                       |
| 30 Jun 2001          | Copenhagen, Đan Mạch               | Greenland                |                                                          | 1–4                                                       |

## Tổng thư ký của TNFA
| Tên                             | giai đoạn |
| ------------------------------- | --------- |
| liên_kết=\|viền Kelsang Dhondup | 2001-2017 |
| liên_kết=\|viền Passang Dorjee  | 2017-giờ  |